# Делон, Ален
Але́н Фабье́н Мори́с Марсе́ль Дело́н (фр. Alain Fabien Maurice Marcel Delonо файле; 8 ноября 1935, Со, Франция — 18 августа 2024, Души, Луаре, Центр — Долина Луары, Франция) — французский актёр театра и кино, кинорежиссёр, сценарист и продюсер. Признанный одним из ведущих культурных и кинематографических деятелей XX века, Ален Делон стал одним из главных европейских актёров 1960-х, 1970-х и 1980-х годов и превратился в международный секс-символ. Он считается одной из самых известных фигур французского культурного ландшафта.
Наибольшую известность приобрёл после фильмов «На ярком солнце» (1960), «Рокко и его братья» (1960), «Леопард» (1963), «Чёрный тюльпан» (1964). Номинант на «Золотой глобус» в категории «Лучший дебютант», лауреат премии «Сезар» за лучшую мужскую роль в картине «Наша история» (1984). Офицер ордена Почётного легиона.
Ален Делон является одним из самых популярных французских актёров в России и собрал более 300 миллионов зрителей (по данным о 13 фильмах). Случай Алена Делона в СССР иллюстрирует уникальное явление: западная кинозвезда, способная соперничать с величайшими советскими актёрами по уровню популярности. Советские зрители восхищались его харизмой и образом сильного, одинокого человека, который идеально соответствовал их предпочтениям в отношении героев-правдоискателей и фильмов в жанре экшн.
Имя Алена Делона в массовом сознании стало нарицательным.

## Биография

### Детство
Ален Делон родился 8 ноября 1935 года в южном пригороде Парижа, Со, департамента О-де-Сен (Верхняя Сена). Детство Делона прошло в небольшом соседнем городке Бур-ла-Рен, куда родители Алена переехали за несколько лет до рождения сына.
Отец — Фабьен Делон (1904—1977), итальянский корсиканец по происхождению, управлял собственным кинозалом «Режина», располагавшимся по улице Амбаркадер в доме № 3. Мать — Эдит Арнольд (1911—1995) — по профессии фармацевт, работала контролёром в кинозале мужа.
Делону не было и трёх лет, когда его родители развелись.
В 1939 году мать вновь вышла замуж за владельца колбасной лавки по имени Поль Булонь. Заведение месье Булоня было очень популярно у горожан. Эдит стала помогать новому мужу в лавке, эта работа отнимала большую часть её времени, и на воспитание маленького сына не оставалось сил. Тогда заботу об Алене решено было поручить кормилице, мадам Неро, которая с мужем жила в небольшом доме, располагавшемся в двух шагах от тюрьмы Френне, в которой месье Неро работал сторожем.
Впоследствии Делон утверждал, что ему довелось слышать выстрелы 15 октября 1945 года, когда во дворе тюрьмы расстреляли Пьера Лаваля.
В семье Неро Делон провёл несколько лет и о годах, проведённых с этими людьми, вспоминал с теплотой: «Эта приёмная семья была и моей семьёй, здесь ко мне относились с подлинной сердечностью. Именно тут были пролиты первые детские слёзы». В родительский дом Ален Делон вернулся лишь после гибели супругов Неро.

### Школьные годы и выбор профессии
Затем Делон был отправлен в иньиский Пансион Святого Николаса, который стал первым из шести школ и пансионов, откуда его исключали за не очень примерное поведение. В конечном итоге Поль Булонь и Эдит поняли, что классическое образование не для Алена, и решили обучить его профессии колбасника. Делон, которому к тому моменту исполнилось 14 лет, не стал возражать и начал учиться.
«Это была профессия родителей. Речь шла о том, чтобы я продолжил её. Это казалось мне совершенно нормальным», — пояснил Делон свой выбор в одном из интервью.
Отучившись год, получив диплом и право работать по профессии, Делон устроился в мясную лавку в Лей-ле-Роз, а проработав в ней три месяца, он перешёл в колбасный магазин на улице Сен-Шарль в Париже.

### Индокитай
Делону было семнадцать лет, когда в парижском метро он увидел афишу: «Вы станете лётчиком-испытателем и пройдёте стажировку в Канаде».
Делон загорелся мечтой стать лётчиком-испытателем. Однако, обратившись в Министерство воздушных сил, он узнал, что набор в лётную школу в этом году уже завершён. Но французская армия нуждалась в рекрутах. Предлагаемый заработок в 200 тысяч франков показался Делону весьма солидной суммой. Так в 1953 году, оставив работу в Париже, он оказался в рядах парашютно-десантных войск корпуса морской пехоты и попал на войну в Индокитае.

### Служба
В Индокитае Делон оказался не сразу, сначала он был направлен в бюро по набору матросов в Брест, где выяснилось, что уровень его школьных знаний недостаточен для получения флотской специальности. Тогда Делону предложили на выбор: либо стать рассыльным и драить палубу, либо пройти обучение и повысить уровень своих знаний. Делон выбрал второе.
В январе 1953 года новобранец Ален Делон прибыл в Центр флотской подготовки (CFM) в Пон-Реан. Учёба в CFM оказалась нелёгкой: 

В Центре делалось все, чтобы ожесточить рекрутов: нам не давали продыху, устраивали бесконечные пробежки, заставляли заниматься тяжёлыми физическими упражнениями, некоторые ребята падали в обморок. Если у тебя лихорадка, о медпункте и не думай! Нас готовили к бою, точнее, к превращению в пушечное мясо. В Центре было правило «иди или сдохнешь».— из воспоминаний армейского товарища Делона, рекрутёра CFM Раймона Бласко
Несмотря на столь суровое обучение, Делону удалось не озлобиться. Его армейский товарищ, рекрутёр CFM Раймон Бласко воспоминал о Делоне как о «довольно застенчивом, сдержанном, прекрасном парне с добрым сердцем».
Осенью 1953 года, после успешно пройденных тестов в CFM, морского пехотинца Делона отправили в Тулон на курсы радистов. Однако матрос Делон был недисциплинирован, наказания следовали одно за другим. Начальство поставило Делона перед выбором: либо он продлевает свой контракт на два года и отправляется в Индокитай, либо вооружённые силы обойдутся без его услуг. Делон не хотел оставлять службу: у него появились друзья, которые выбрали Индокитай, и ему не хотелось расставаться с ними. Делон выбрал службу. Новобранцев высадили в Сайгоне. Старшего матроса Делона направили в дисциплинарную роту. Там недисциплинированность Делона снова дала о себе знать, в наказание Ален целыми днями грузил рис, а вечером возвращался на гауптвахту. Но, несмотря на все трудности, актёр, по его собственному признанию, никогда не сожалел о времени, проведённом на службе: «Это время оказалось счастливейшим в моей жизни. Оно позволило мне стать тем, кем я стал потом и кем являюсь теперь».

### Начало карьеры
В 1956 году после демобилизации из армии Делон вместе с армейским товарищем отправился сначала в Марсель, где потратил часть заработанных в армии денег, затем вновь в Париж. Молодые люди сняли номер в дешёвой гостинице на Пляс Пигаль. Делон устроился работать официантом в пивную, расположенную рядом с Елисейскими полями. Однако эта должность пришлась будущему актёру не по душе: «Администратор, метрдотель, старший официант — все они орали на меня, рядового официанта. Человеку с моим характером принять эту лакейскую должность было непросто».
Едва начав работать, Делон уволился из пивной и остался в Париже без работы. На учёбу у него не было денег, но и возвращаться в родной Бур-ла-Рен он не хотел.
По совету новых парижских друзей Делон решил показать свои фото продюсерам. Но один отказ сменял другой: «Вы слишком красивы, у вас не сложится карьера», — объясняли Делону продюсеры. Но Делон продолжал проходить различные кастинги и кинопробы, где познакомился с начинающим актёром Жан-Клодом Бриали. Молодые люди стали друзьями и в 1956 году вместе отправились на фестиваль в Канны с надеждой быть замеченными.
В Каннах на молодого Алена Делона обратил внимание американский «ловец талантов» импресарио Гарри Уилсон. Он искал замену недавно ушедшему из жизни Джеймсу Дину. Уилсон отправил Делона в Рим на пробы фильма. Кинопробы оказались успешными. Уилсон предложил Алену Делону семилетний контракт на работу в Голливуде. Непременным условием контракта было знание английского языка, который Делон должен был выучить в течение трёх месяцев. По возвращении в Париж Делон начал учить английский язык и собирался уехать в США. Но Жан-Клод Бриали познакомил друга с известным кинорежиссёром Ивом Аллегре, и Аллегре уговорил Делона начать актёрскую карьеру на родине и предложил ему небольшую роль в своём новом фильме.

### Первые роли

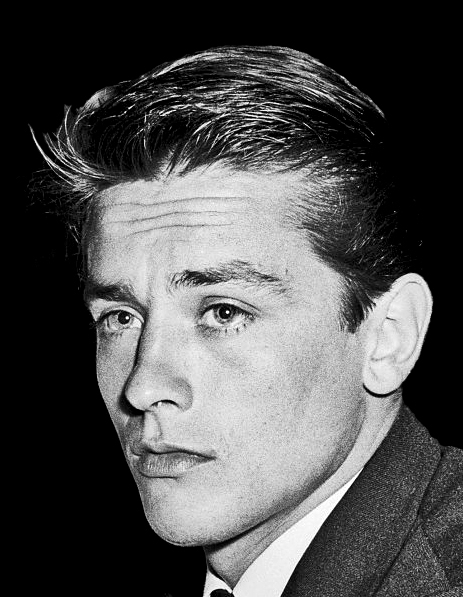
1961 год

Между режиссёром и продюсерами возник конфликт: продюсеры картины отдавали предпочтение популярному в те годы актёру — Анри Видалю, Аллегре же хотел снимать Делона. Ситуацию разрешила исполнительница главной роли, знаменитая актриса Эдвиж Фёйер. Посмотрев пробы будущего актёра, она сумела убедить продюсеров в том, что в Делоне есть «нечто большее, чем обещала его безупречная внешность», по её словам: «от него исходила ненасытная животная сила, в нём были и физическая мощь, и обаяние».
В 1957 году состоялся актёрский дебют Алена Делона в картине Ива Аллегре «Когда вмешивается женщина». Через год, в 1958 году, актёр снялся у Марка Аллегре в фильме «Будь красива и помалкивай», где появился в одном эпизоде с начинающим в то время актёром Жаном-Полем Бельмондо. Небольшие роли в фильмах братьев Аллегре не принесли новичку Делону известности.
Тем не менее в 1958 году актёра пригласили на одну из главных ролей в историческую мелодраму Пьера Гаспара-Уи «Кристина». Картина, рассказывающая историю любви молодого офицера и юной дочери музыканта, не имела ожидаемого успеха в прокате. Далее последовала комедия «Слабые женщины» (1959) Мишеля Буарона. Несмотря на успех у зрителей, кинокритики встретили фильм прохладно, отмечая лишь мастерство режиссёра в работе с актёрами и природные внешние данные Алена Делона. Молодой актёр продолжил сниматься у Буарона («Дорога школяров», 1959).
Не имеющий специального актёрского образования Делон, по его собственному признанию, учился актёрскому мастерству на съёмочной площадке. Вне съёмок он продолжил получение навыков, необходимых актёру: брал уроки фехтования, работал над речью и мимикой.

### Признание
После окончания съёмок у Буарона Ален Делон получил приглашение Рене Клемана сниматься в экранизации романа Патриции Хайсмит «Талантливый мистер Рипли». Делон получил роль Тома Рипли. Солидный счёт в банке, красивые женщины, яхта, море — недостижимая мечта Рипли. Но всё, о чём грезит Том, есть у Филиппа Гринлифа, беззаботно прожигающего жизнь и деньги родителей на Лазурном Берегу. В один прекрасный день Том понимает — нынешняя унылая жизнь для него невыносима.
В детективной ленте Рене Клемана «На ярком солнце» Делон создал образ бедного авантюриста, дьявольски обаятельного, сообразительного и абсолютно аморального типа, готового на всё ,— от подделки документов до убийства друга — лишь бы присвоить чужую жизнь. Известный своей «строгостью и непримиримостью» Клеман вспоминал о работе с Делоном:
Актёр с таким редким слухом — благодать для режиссёра. Многие актёры усваивают лишь то, что их устраивает. Делон всегда был готов выполнить самые невероятные вещи, а ведь именно невероятные вещи способствуют развитию драмы.
Премьера фильма состоялась 10 марта 1960 года в Париже. Право первой демонстрации получили кинотеатры «Колизей» и «Мариво» на Елисейских полях. Критики восторженно приняли картину, некоторые из них были готовы назвать фильм лучшей работой Клемана. О Делоне начинают говорить как о таланте, отмечая у молодого актёра важное для фильма сочетание «души дьявола» и «лика ангела».

Наконец-то Ален Делон нашёл своего героя. Человека с двойным дном. Падшего ангела.
— Мари-Клер Тремуа, «Телерама»
Делона называют «Жюльеном Сорелем 1960 года» и «достойным преемником Жерара Филипа». После выхода «На ярком солнце» в мировой прокат 1 июля 1960 года Ален Делон получил известность далеко за пределами родной Франции и новую роль, на сей раз у итальянского режиссёра Лукино Висконти. Висконти снимал кинороман «Рокко и его братья» о семье Паронди, переехавшей из нищей деревни Базиликаты в промышленный Милан в поисках лучшей доли. Рокко, один из пятерых сыновей, вынужден стать боксёром, чтобы содержать мать и братьев. Рокко в исполнении Алена Делона — красивый и добродетельный молодой человек, не теряющий своего благородства несмотря на все трудности и испытания, посланные ему судьбой. Роль была полной противоположностью Тому Рипли, сыгранному недавно Делоном у Рене Клемана. После парижской премьеры картины, состоявшейся 10 марта 1961 года, критики признали: две первые серьёзные роли в кино раскрыли Делона как тонкого и сложного драматического актёра.
В 1962 году на экраны выходит драма Микеланджело Антониони «Затмение» c Аленом Делоном и Моникой Витти в главных ролях. Актёр появляется в обличье биржевого маклера Пьеро — человека с атрофированными чувствами, без цели существования. Полагаясь на мастерство актёров, режиссёр использует в фильме минимум диалога и почти полное отсутствие музыки. Картина, ставшая одной из самых известных работ Антониони, была удостоена специального приза жюри Каннского кинофестиваля.
Делон продолжил работать в Италии. В 1962 году актёр вновь работает с Висконти, в эпической драме «Леопард», снятой по одноимённому роману Джузеппе Томази ди Лампедуза. Теперь он предстал перед зрителем в образе офицера короля Савойского — Танкреди. Партнёрами Делона по съёмочной площадке стали Бёрт Ланкастер и Клаудия Кардинале. За эту роль актёр был номинирован на «Золотой глобус» как самый многообещающий новичок среди мужчин.
Молодому Алену Делону, актёру-самоучке, в самом начале карьеры удалось создать сложнейшие образы, позже вошедшие во все учебники киноискусства.

### 1960-е годы
В 1960-е годы Делон много работал, каждый год на экраны выходило по несколько фильмов с его участием. В 1961 году Ален Делон снялся в комедии Рене Клемана «Как хорошо жить». Следующей заметной работой Делона в кино стала гангстерская лента Анри Вернея — «Мелодия из подвала», вышедшая на экраны в 1963 году, где актёр снялся вместе с Жаном Габеном. В 1964 году картина была номинирована на «Золотой глобус» как «Лучший иностранный фильм года».
В том же 1964 году Делон сыграл изнеженного дворянина Жюльена и его брата Гийома — французского Робин Гуда в приключенческой комедии Кристиан-Жака «Чёрный тюльпан» и молодого плейбоя Марка в «нуарном» триллере Клемана «Хищники».

### Голливуд
В 1965 году актёр вместе с женой Натали и сыном Энтони улетел в США для работы в Голливуде по контракту с Metro-Goldwyn-Mayer. В США Делон снимается в криминальной драме Ральфа Нельсона «Рождённый вором» (1965), в 1966 году актёр играл в военной драме Марка Робсона «Пропавший отряд», рассказывающей о французских солдатах, переживших постыдное поражение Франции в Юго-Восточной Азии. В том же году Делон исполнил одну из главных ролей во франко-американской картине Рене Клемана «Горит ли Париж?»
В 1967 году актёр сыграл в американском комедийном вестерне «Техас за рекой».
Снятые в Голливуде картины с участием Алена Делона не имели большого успеха.
По возвращении из Голливуда в фильмографии Алена Делона появилось сразу несколько заметных работ. В 1967 году им сыграна роль в приключенческой мелодраме «Искатели приключений» Робера Энрико, где Делон (играя с Лино Вентурой и Джоанной Шимкус) предстал в образе виртуозного лётчика Маню Борелли, в том же году — главная роль в картине, ставшей классикой «поляра», «Самурай» Жан-Пьера Мельвиля. В криминальной драме Мельвиля актёр создал образ «Ледяного ангела», наёмного убийцы Джефа Кастелло. В 1968 году — работа с Луи Малем в антологии-экранизации рассказов Эдгара По «Три шага в бреду».
В 1968 году Делон вместе с Роми Шнайдер, Морисом Роне и Джейн Биркин снялся в одной из главных ролей в криминальной драме «Бассейн».
В 1969 году актёрское трио — Жан Габен, Лино Вентура и Ален Делон — с кино- и телеэкранов рассказало историю дерзкого, фантастического по своей технологичности ограбления: «Сицилийский клан».

### 1970-е годы

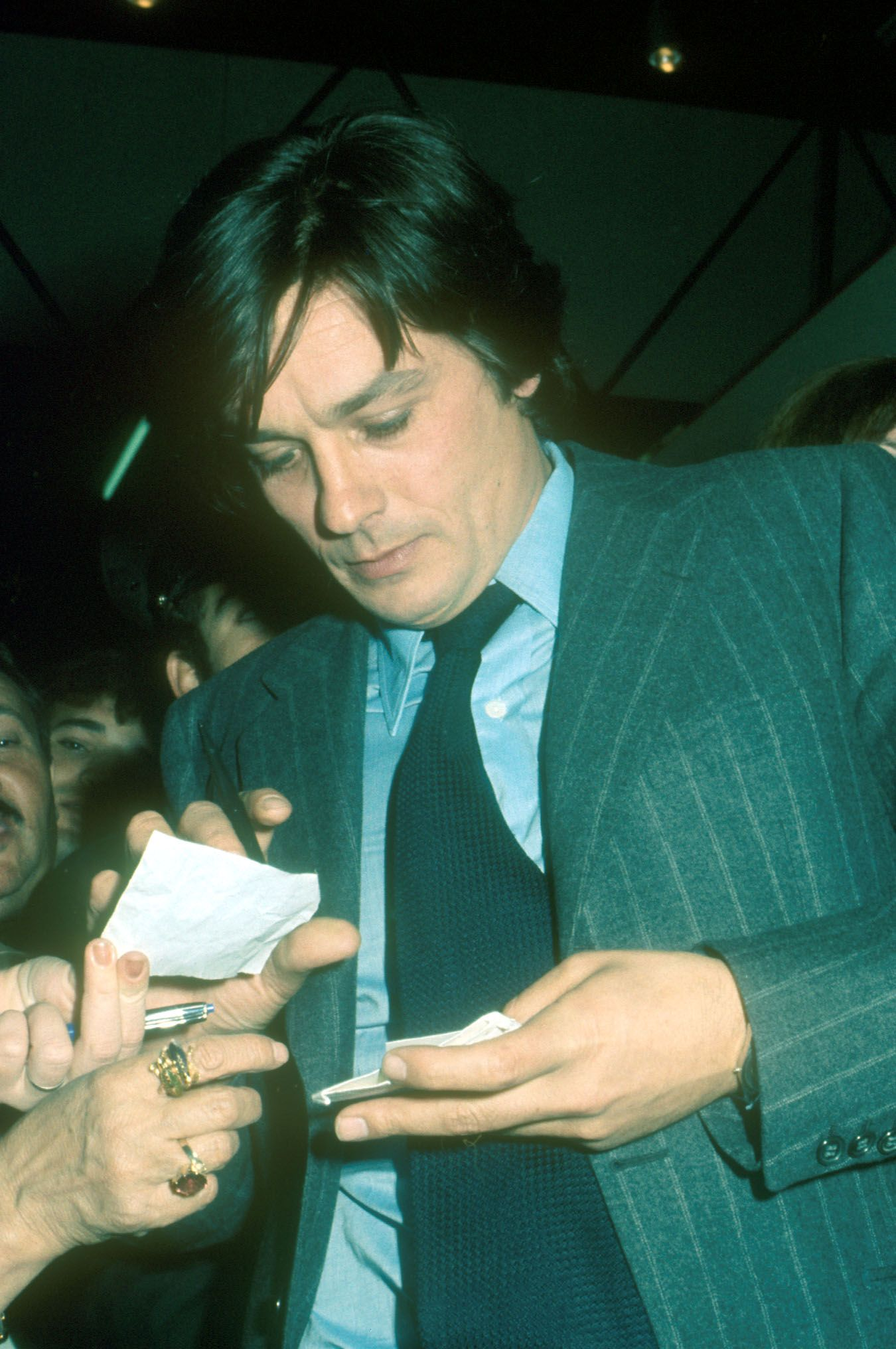
1971 год

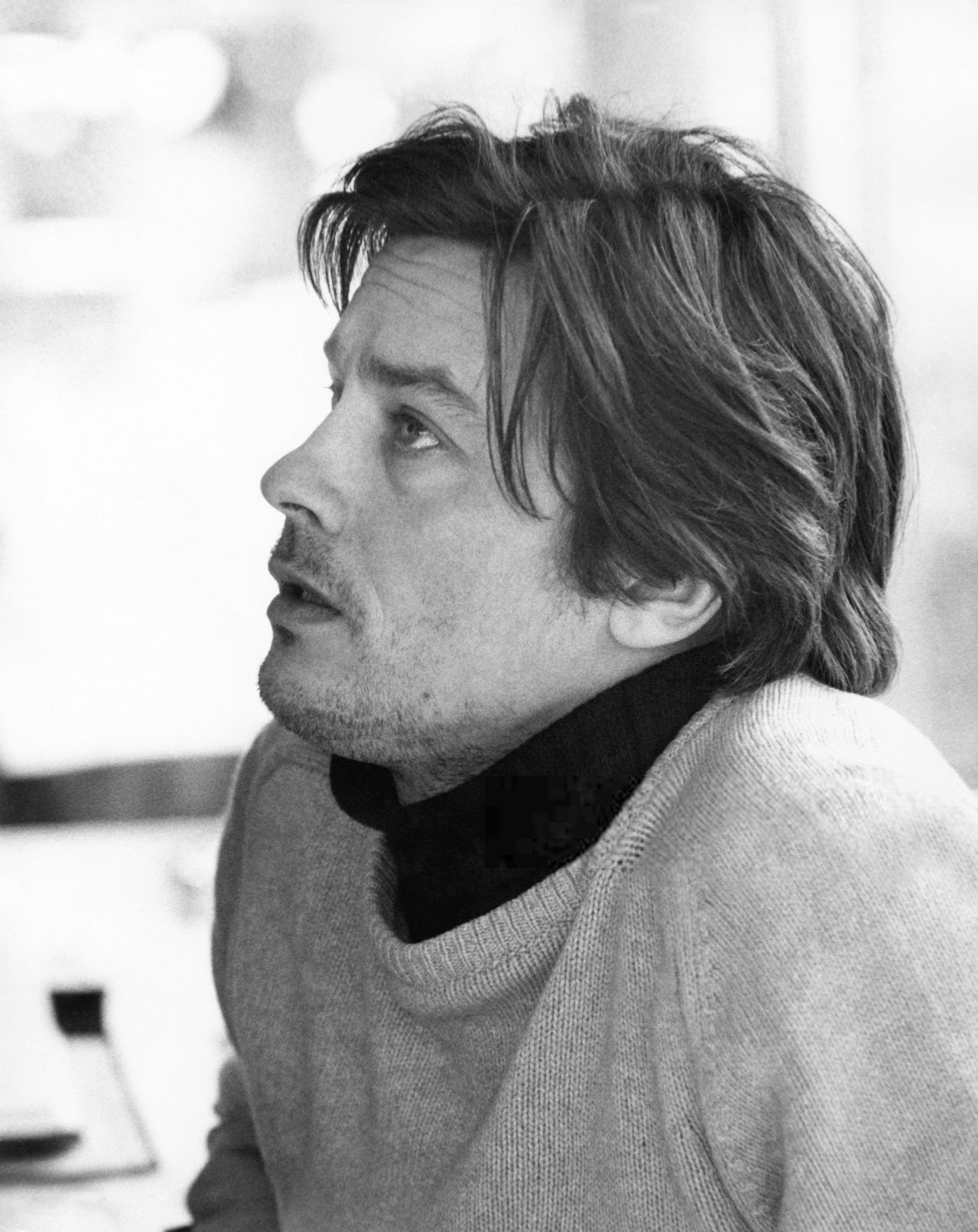
1972 год

В 1970 году Ален Делон исполнил роль вождя в комедии Жерара Пиреса «Возвращение надоедливой букашки».
В 1971 году Пьер Гранье-Дефер экранизирует роман Жоржа Сименона «Вдова Кудер». Делон снялся вместе с Симоной Синьоре. Актёр играл неприкаянного, отверженного Жана Лавиня, нашедшего приют на маленькой ферме крестьянки Тати Кудер. Оба одиноки, и постепенно, несмотря на существенную разницу в возрасте, между Тати и Жаном начинается роман.
В 1972 году исполнил роль убийцы и Героя Советского Союза Рамона Меркадера. Однако, несмотря на удачное актёрское перевоплощение, историческая драма Джозефа Лоузи «Убийство Троцкого» провалилась в прокате. В том же году актёр появился в необычном для себя, отнюдь не романтичном образе уставшего профессора в драме Валерио Дзурлини «Первая ночь покоя».
Следующей заметной работой Делона в кино стала роль в картине Жозе Джованни «Двое в городе» (1973). Герой Делона Джино Страблиджи — человек, отбывший десять лет в заключении и мечтающий начать новую, честную жизнь, с семьёй и детьми. Партнёром Делона в этом фильме стал Жан Габен, сыгравший одну из последних своих ролей. В 1974 году Делон снялся во второй части дилогии Жака Дере «Борсалино и компания». Как и в первой части «Борсалино», вышедшей на экраны в 1970 году, Делон сыграл главаря марсельских гангстеров Рока Сиффреди.
Начиная с 1975 года за ролями гангстеров следует целая серия «поляров», где Делону достаются роли бравых (и не очень) полицейских. Одной из ярких работ в этом амплуа стала роль инспектора Борниша в детективе «Полицейская история». Фильм был поставлен по книге самого Борниша, основанной на действительных фактах истории охоты за опасным преступником Эмилем Бюиссоном (его роль исполнил Жан-Луи Трентиньян), бежавшим из тюрьмы в 1947 году. Также в 1975 году Делон сыграл Зорро в одноимённом фильме франко-итальянского производства.
Несмотря на неудачу «Убийства Троцкого» в прокате, Делон продолжил сотрудничество с Лоузи. В 1976 году актёр исполнил роль «маленького человека» — месье Кляйна в одноимённом фильме. Драма об эльзасце Робере Кляйне, арестованном немецкими солдатами по ошибке вместо двойника-еврея, была удостоена премии «Сезар» как лучший фильм 1977 года. Делон был впервые номинирован на премию «Сезар» за лучшую мужскую роль (награда в тот год досталась Мишелю Галабрю).
В 1978 году Делон вновь был номинирован на «Сезар» за лучшую мужскую роль за работу в политическом триллере Жоржа Лотнера «Смерть негодяя» (награду получил в тот год Жан Рошфор).
В 1979 году Делон сыграл хирурга Жана-Мари Деспри в фильме-антиутопии «Военврач», повествующем о третьей мировой войне, начавшейся в Европе 1983 года.

### 1980-е годы
В 1979 году Делон дал согласие на участие в съёмках картины режиссёров Александра Алова и Владимира Наумова «Тегеран-43». Актёр исполнил роль инспектора Фоша. Кроме Делона, в фильме были задействованы ещё две звезды международного масштаба: Клод Жад и Курд Юргенс. Вышедший в 1981 году исторический детектив, рассказывающий о попытке гитлеровских агентов сорвать Тегеранскую конференцию и организовать покушение на её участников — глав правительств СССР, США и Великобритании, был удостоен золотого приза Московского международного кинофестиваля.
В 1983 году Делон вновь появился в несвойственном для себя амплуа. В драме «Любовь Свана» — экранизации романа Марселя Пруста, осуществлённой немецким режиссёром Фолькером Шлёндорфом — актёр создал образ аристократа-гомосексуала, весьма далёкого от облика неотразимого мужчины.
В 1984 году Ален Делон вновь удивил критиков ролью алкоголика Робера Авранша в драме Бертрана Блие «Наша история». Эта роль была предельно рискованной для образа актёра, однако он без колебаний согласился. Актёрский риск Делона оказался не напрасным: он был удостоен премии «Сезар» за лучшую мужскую роль. Это была третья и последняя в его карьере номинация на эту премию. В 1986 году Делон снялся в мистическом триллере Рене Манзора «Проход».
В 1985 году Ален Делон переехал из Франции в Швейцарию и поселился в пригороде Женевы Шен-Бужри.

### 1990-е годы
В 1990 году актёр снялся в детективе Жиля Беа «Танцевальная машина», где сыграл жестокого преподавателя танцев Алена Вольфа. Полицейский комиссар Эпарвье с психическим расстройством убивает учениц танцевальной школы с целью уничтожить Алена Вольфа. В том же году Делон снимается у Жана-Люка Годара в фильме «Новая волна», показанном в основной программе Каннского кинофестиваля.
Следующей заметной работой актёра становится роль Джакомо Казановы в комедийной мелодраме Эдуара Нирманса «Возвращение Казановы». 25 января 1995 года состоялась премьера комедии «Сто и одна ночь Симона Синема» (в этом фильме актёр сыграл сам себя). «В юбилейный фильм к столетию кинематографа режиссёр Аньес Варда собрала современных звёзд из разных стран мира и дала им возможность проявить себя во всём блеске их таланта».
В 1998 году на экраны вышла криминальная комедия Патриса Леконта «Один шанс на двоих» с Аленом Делоном, Жан-Полем Бельмондо и Ванессой Паради в главных ролях.
В 1999 году, спустя 14 лет после переезда в Швейцарию, Ален Делон принял швейцарское гражданство, не потеряв при этом французского гражданства.
В 2000 году Делон принял приглашение сняться в необычном фильме Бертрана Блие «Актёры».
Делон находился в дружественных отношениях с российским генералом Александром Лебедем. В 1998 году Делон приезжал в Красноярск, где поддерживал его кандидатуру на выборах губернатора края. Он считал Лебедя «русским де Голлем». Гибель Александра Лебедя Делон воспринял с горечью. У Делона дома жили две собаки, подаренные ему Лебедем.

### 2000-е — 2020-е

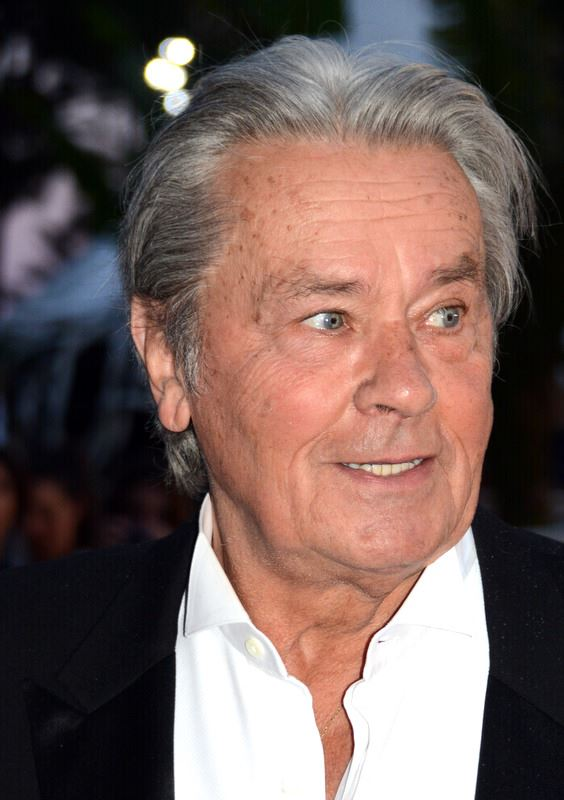
Ален Делон в 2013 году на Каннском кинофестивале

В 2006 году, после шестилетнего перерыва, Делон вновь снялся в кино.
Актёр сыграл Гая Юлия Цезаря в комедии Тома Лангманна и Фредерика Форестье «Астерикс на Олимпийских играх».
Цезаря, который не может оторваться от собственного отражения в зеркале, Делон играет с самоиронией: эта роль — своеобразная пародия на самого актёра. Во время своего монолога посреди огромной залы с живым леопардом Делон шутит, используя названия фильмов, где он играл. Стоя у громадного зеркала, он оценивающе рассматривает отражение и произносит:

Не властно время, он мужает…
Не седина в его волосах, а блеск…
Цезарь — бессмертен… надолго!
Цезарь всего достиг — всех покорил!
Он леопард! Он самурай!
Он ничего никому не должен — ни Рокко и его братьям, ни сицилийскому клану…
Цезарь из расы господ…
Премия Сезар за лучшего императора — Цезарю!
Аве мне!

7 ноября 2008 года в парижском «Théâtre de la Madeleine» состоялась премьера спектакля «Любовные письма» по пьесе американского драматурга Альберта Герни. В этой постановке Ален Делон выступает сразу в двух качествах — театрального режиссёра и исполнителя главной мужской роли. Главные герои пьесы — два пожилых персонажа, мужчина и женщина — просто читают друг другу свои ностальгические послания.
В 2012 году снялся в российском фильме «С новым годом, мамы!», где сыграл самого себя в одной из новелл.
6 мая 2017 года Ален Делон объявил о завершении актёрской карьеры.
23 сентября 2022 года в эфир французского телеканала TV5 Monde вышел разговор Алена Делона с президентом Украины Владимиром Зеленским, который был записан в парижской студии по телемосту с Киевом. В телепередаче французский актёр выразил поддержку народу Украины.

### Болезнь и смерть
В июне 2019 года Делон перенёс инсульт, который впоследствии спровоцировал болезнь Альцгеймера. Он был госпитализирован в связи с головокружением и головными болями. В августе 2019 года проходил реабилитацию в швейцарской клинике. В 2021 году в интервью Paris Match Делон высказался в поддержку эвтаназии, назвав её «самой логичной и естественной». В 2022 году стало известно о начале экспериментального лечения лимфомы.
18 марта 2022 года Делон объявил о решении уйти из жизни посредством эвтаназии, но это сообщение было решительно опровергнуто его сыном Аленом-Фабьеном, который заявил, что цитаты из книги Энтони Делона были вырваны из контекста.
В январе 2024 года актёра ограничили в дееспособности.
Скончался после продолжительной болезни 18 августа 2024 года в своём доме на северо-востоке Франции в Души (Луаре) в окружении членов семьи на 89-м году жизни.
В 2018 году Ален Делон говорил, что бельгийская овчарка Лубо станет его последним четвероногим компаньоном. В Души насчитывается 35 могил, и рядом с ними должны были похоронить как Лубо, так и Делона. «Я хочу, чтобы меня похоронили среди моих животных», — сказал в интервью артист. И уточнил, что если Лубо умрет раньше него, то нового питомца он брать не станет. Делон также подумывал усыпить пса, если почувствует свой скорый уход, чтобы животное «не скончалось на его могиле» от тоски.
23 августа 2024 года актёра похоронили в собственной часовне среди его покойных собак. Овчарка Лубо, вопреки желанию актёра, усыплена не была, родственники Делона позаботятся о ней.

## Личная жизнь
В 1958 году на съёмках фильма «Кристина» начался роман Алена Делона с молодой немецкой киноактрисой Роми Шнайдер (1938—1982). 22 марта 1959 года они обручились. Европейская пресса называла их самой красивой парой, появились также сообщения о скорой свадьбе. Однако, пробыв женихом и невестой шесть лет, Шнайдер и Делон расстались. Разрыв отношений активно обсуждался в СМИ, одни журналисты утверждали, что причина расставания — новый роман Алена Делона, другие полагали, что дело в нежелании Шнайдер оставить актёрскую профессию и посвятить себя семье.

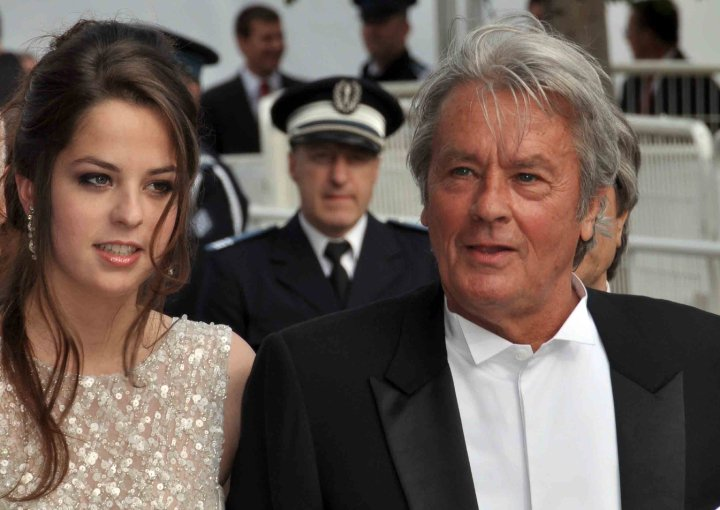
С дочерью Анушкой в Каннах, 2010 год.

Певица и актриса Нико (1938—1988) в 1962 году родила сына Ари Пэффгена, отцом которого сама называла Алена Делона. Делон не признал отцовства, однако ребёнка вырастили большей частью родители Делона, давшие ему свою фамилию Булонь. В 2023 году он скончался от передозировки наркотиков.
13 августа 1964 года состоялась свадьба Делона с Натали Бартелеми (1941—2021). 30 сентября 1964 года у супругов родился сын — актёр Энтони Делон. Прожив четыре года в браке, супруги развелись.
В 1968 году Делон встретил актрису Мирей Дарк (1938—2017). Они были партнёрами на протяжении 15 лет.
С 1983 года состоял в отношениях с актрисой Анн Парийо (род. 1960).
В 1987 году Делон познакомился с нидерландской манекенщицей Розали ван Бремен (род. 1966). Она родила Делону двоих детей — дочь Анушку (род. 1990) и сына Алена-Фабьена (род. 1994). В 2001 году Делон и ван Бремен расстались. Их внук Лино от Анушки родился в 2020 году.

## Подробные кассовые сборы актёра (СССР)
Ален Делон — один из самых популярных иностранных и французских актёров в России, фильмы с его участием собрали более 340 миллионов зрителей (проданных билетов) по мотивам 13 фильмов. Это число является минимальным, поскольку некоторые кассовые результаты фильмов, где Делон сыграл главную роль, недоступны («Не будите спящего полицейского», «Шок», «Бассейн», «За шкуру полицейского», «Месье Кляйн», «Полицейский», «Сицилийский клан», «Красный круг» и т. д.)
- Чёрный тюльпан: 76,7 млн зрителей (47,8 млн зрителей при выпуске в 1970 году и 28,9 млн дополнительных зрителей при повторном выпуске в 1984 году)
- Зорро: 55,3 млн зрителей
- Тегеран-43: 47,5 млн зрителей
- Жил-был полицейский: 26, 1 млн зрителей (небольшая роль, где Делон появляется на 1 минуту вместе со своей тогдашней партнершей Мирей Дарк)[67]
- Смерть негодяя: 25,4 млн зрителей
- Троих надо убрать: 25,2 млн зрителей
- Двое в городе: 23,7 млн зрителей[14]
- Искатели приключений: 22,7 млн зрителей[14]
- Рокко и его братья: Менее 20 миллионов записей[67]
- Дьявол и десять заповедей: 12,4 млн зрителей[14]
- Затмение: 6,5 млн зрителей[14]
- Астерикс на Олимпийских играх: 1 510 990 зрителей
- С Новым годом, мамы! (последний учтённый фильм): 1 584 097 зрителей

## Театр
В 1961 году Ален Делон дебютировал на театральной сцене в парижской постановке Лукино Висконти «Как жаль, что она шлюха». В оригинальном варианте пьеса Джона Форда называлась «Нельзя её распутницей назвать», но Висконти намеренно дал постановке более грубое название, он хотел, чтобы «спектакль стал пощёчиной лицемерному и самодовольному обществу, которое обрекает ярких и чувствительных людей на одиночество и унижения». Речь в постановке шла о любви, возникшей между родными братом и сестрой.
29 марта зал Театра де Пари на 1300 мест был полон. На премьеру спектакля приехали Ингрид Бергман, Анна Маньяни, Жан Кокто, Курт Юргенс, Мишель Морган, Ширли Маклейн. Однако ожидаемого успеха не было. Критики писали разгромные статьи, где подчёркивали излишнюю дороговизну костюмов и декораций.
После не слишком успешного дебюта Делон вернулся на сцену лишь семь лет спустя. В 1968 году он сыграл в постановке Реймона Руло «Выколотые глаза», после чего в театральной карьере актёра последовал перерыв длиной в двадцать восемь лет.
Возможно, этот перерыв продлился и дольше, если бы не пьеса «Загадочные вариации», написанная в 1996 году для бенефиса Алена Делона. Драматическая история любви, рассказанная французским драматургом Эриком-Эмманюэлем Шмиттом, вдохновила актёра не только вернуться на театральную сцену, но и поехать в мировое турне: от Лос-Анджелеса до Токио. Спектакль «Загадочные вариации» просуществовал два года. После чего в 1998 году, по сложившейся традиции, актёр оставил работу в театре ещё на шесть лет.
Следующей театральной работой Делона стал романтический спектакль «Русские горки», в котором актёр исполнил главную роль. Постановка просуществовала один сезон — с сентября 2004 по июль 2005 года.
С сентября 2006 по июль 2007 года на сцене театра «Мариньи» вдвоём с актрисой Мирей Дарк Делон играл спектакль по произведению писателя Роберта Джеймса Уоллера «Мосты округа Медисон» (в 1995 году по этой книге Клинт Иствуд снял известный одноимённый фильм с собой и Мерил Стрип в главных ролях). Постановка рассказывает историю страсти, вспыхнувшей между фотографом Робертом Кинкейдом и замужней женщиной Франческой. Героиня ставит чувство долга выше любви и остаётся с семьёй.
С 2011 года на сцене Театра Буфф-Паризьен вместе с Аленом Делоном выступала его дочь Анушка.

## Работа на телевидении
Первой работой Делона на телевидении стал шестисерийный телефильм «Пёс», снятый в 1962 году. Затем из-за плотного графика киносъёмок в «телефильмографии» актёра последовал перерыв длиной в сорок лет.
В 1999 году Делон заявил «об окончании карьеры в кино». Но, выдержав двухлетнюю паузу, актёр продолжил сниматься, теперь уже в телесериалах. В одном из интервью актёр пояснил: «Моё кино умерло вместе со мной. А сериалы, в которых я снимаюсь, так же как и театр, не имеет ничего общего с кино. Я не нарушал данного себе слова больше не сниматься».
Первой работой Делона после длительного перерыва стала роль справедливого комиссара Фабио Монтале в одноимённом сериале Хосе Пинейро, вышедшем на экраны в 2001 году.
В 2003 году актёр продолжил сотрудничество с Хосе Пинейро и вместе с дочерью, Анушкой Делон, снялся в приключенческом сериале «Лев». В том же году Делон вновь сыграл комиссара полиции в сериале «Фрэнк Рива».

## Режиссёр, сценарист и продюсер
В 1964 году Делон создал собственную киностудию под названием «Delbeau Productions» и в том же году выступил в роли продюсера драмы Алена Кавалье «Непокорённый», в которой сыграл одну из главных ролей. В общей сложности актёр являлся продюсером более чем 30 картин. В числе продюсированных Делоном проектов: драма «Месье Кляйн», ставшая лучшим фильмом 1977 года (Сезар), «Спешащий человек» (1977), «Возвращение Казановы» (1992). В начале 70-х годов актёр создал ещё одну киностудию — «Adel Productions».
В 1976 году Делон стал известен в качестве сценариста. Первой его работой стала криминальная драма Хосе Джованни «Возвращение бумеранга».
В 1981 году состоялся режиссёрский дебют Алена Делона. Он снял «поляр» «За шкуру полицейского». Спустя два года Ален Делон экранизировал роман Андрэ Кароффа «Неукротимый», сохранив название.

## Дискография
В 1967 году Делон исполнил первую в своей карьере песню, «Laetitia». Романтическая композиция, записанная для фильма «Искатели приключений» и названная именем главной героини, пользовалась умеренной популярностью во Франции.
Следующая возможность проявить свои вокальные способности представилась Алену Делону летом 1972 года. Будучи на съёмках картины Валерио Дзурлини «Первая ночь покоя» в Италии, актёр получил приглашение поучаствовать в записи французской версии композиции «Parole… Parole…» (исполненной ранее Альберто Лупо и Миной). Через несколько недель после выхода песня стала лидером продаж во Франции. Дуэт Алена Делона и певицы Далиды (1933—1987) оказался настолько удачен, что французская версия стала популярней итальянского оригинала. Более того — название песни («Слова, слова…») стало общеупотребительным выражением («крылатой фразой») в разговорной речи во Франции.
В 1985 году Делон записывает дуэт с Филлис Нельсон (1950—1998) «I Don’t Know» для фильма «Слово полицейского». В 1987 году выходит пластинка «Comme au cinéma» с одноимённой песней в исполнении Алена Делона.
Несколько лет спустя актёр дуэтом с Ширли Бэсси исполнил композицию «Thought I’d ring you».
Также в 2009 году в Москве на музыкальном фестивале «Дискотека 80-х», Ален Делон исполнил песню «Parole… Parole…» с певицей Стеллой Джанни.

## Награды
- Орден Почётного легиона
  - 1991 — кавалер
  - 2005 — офицер
- Орден Искусств и литературы
  - 1986 — кавалер
- Командор ордена Алауитского трона (2003 год, Марокко)[75][76]
- Орден «За заслуги» III степени (4 сентября 2023 года, Украина) — за весомый личный вклад в укрепление межгосударственного сотрудничества, поддержку государственного суверенитета и территориальной целостности Украины, популяризацию Украинского государства в мире[77]

| Награждён | Награждён | Награждён |
| --- | --------- | --------- |
| 1972 — Специальная премия «Давид ди Донателло»                                                                       |           |           |
| 1985 — «Сезар» за лучшую мужскую роль — «Наша история» (1984)                                                        |           |           |
| 1987 — «Bambi Awards»                                                                                                | -         |           |
| 1995 — Международный Берлинский кинофестиваль — Почётная награда фестиваля                                           |           |           |
| 1999 — «Flaiano International Prizes» — Приз за карьерные достижения                                                 |           |           |
| 2003 — Международный кинофестиваль в Марракеше — Почётная награда фестиваля                                          |           |           |
| 2019 — Международный Каннский кинофестиваль — Почётная Золотая пальмовая ветвь — «За вклад в развитие кинематографа» |           |           |
| Номинирован |           |           |
| 1964 — «Laurel Awards» — Самый многообещающий новичок среди мужчин.                                                  |           |           |
| 1964 — «Золотой глобус» — Самый многообещающий дебют среди мужчин — «Леопард» (1962)                                 |           |           |
| 1977 — «Сезар» за лучшую мужскую роль — «Месьё Кляйн» (1976)                                                         |           |           |
| 1978 — «Сезар» за лучшую мужскую роль — «Смерть негодяя» (1977)                                                      |           |           |

## В культуре
Упоминается в песне 1986 года «Взгляд с экрана» группы Nautilus Pompilius.
Леонардо ДиКаприо считает Алена Делона одним из «самых крутых актёров в истории кино».